# Tiholop

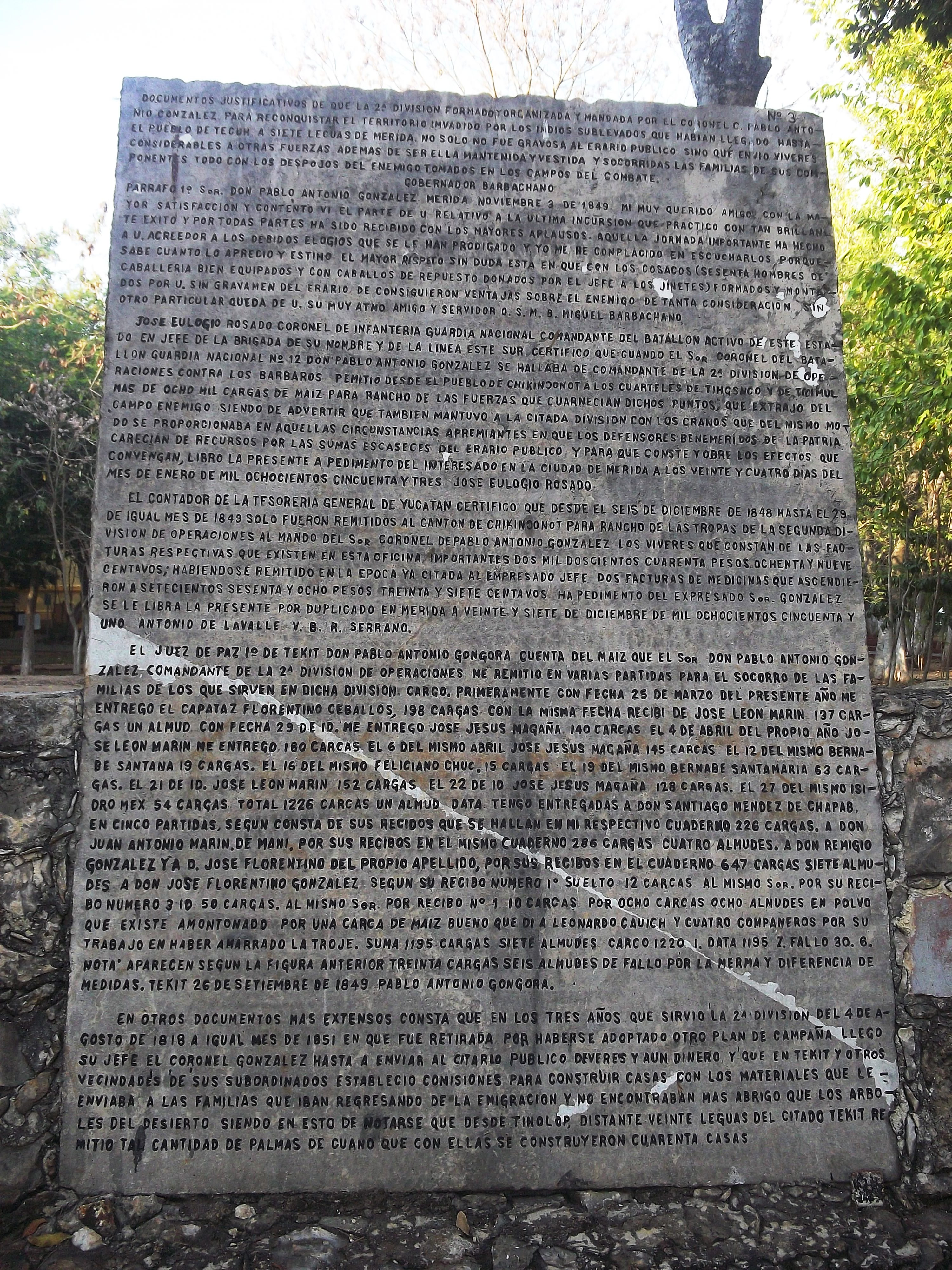
Piedra grabada que narra un episodio de la Guerra de Castas ocurrido en Tiholop.

Tiholop es el nombre de una localidad en el estado de Yucatán, México, perteneciente al municipio de Yaxcabá, uno de los 106 que integran esa entidad federativa.

## Localización
La localidad se encuentra en el sur del estado de Yucatán, aproximadamente 22 km al Poniente de Chikindzonot, la cabecera municipal del municipio homónimo.

## Toponimia
El nombre de Tiholop,  significa en idioma maya mazorcas de maíz secas.

## Datos históricos
Sobre la fundación de Tihopol, no se conocen datos precisos. Se sabe que perteneció antes de la conquista de Yucatán al cacicazgo de Cochuah. 

## El pueblo actual
En Tiholop hay un total de 263 hogares. De estos 259 viviendas, 59 tienen piso de tierra y unos 131 consisten de una sola habitación.
28 de todas las viviendas tienen instalaciones sanitarias, 215 están conectadas al servicio público y 207 tienen acceso a la luz eléctrica.

## Demografía
Según el censo de 2010 realizado por el INEGI, la población de la localidad era de 1463 habitantes, de los cuales 761 eran hombres y 702 mujeres.
| Gráfica de evolución demográfica de Tiholop entre 1930 y 2010 |
|                                                               |
| Población según los censos del INEGI.                         |

## Atractivos turísticos
Hay un templo dedicado a San Francisco de Asís construido probablemente en el siglo XVII, en el periodo de la colonia española.